# Lysithea Peaks
Lysithea Peaks är en bergstopp i Antarktis. Den ligger i Västantarktis. Argentina, Chile och Storbritannien gör anspråk på området. Toppen på Lysithea Peaks är 575 meter över havet.
Terrängen runt Lysithea Peaks är kuperad åt sydväst, men åt nordost är den bergig. Trakten är obefolkad. Det finns inga samhällen i närheten.